# Dây thừng

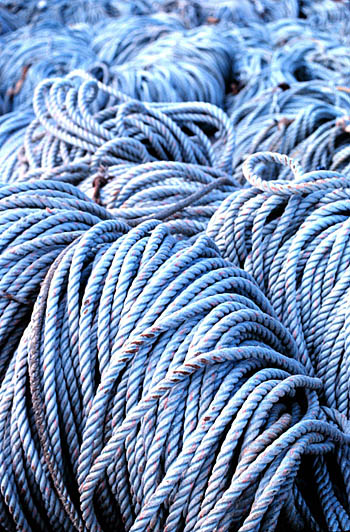
Dây thừng

Thật khó xác định thời điểm con người tạo ra dây thừng vì những chứng cứ còn lưu giữ về chúng quá ít, ngoại trừ những nơi đầm lầy,  nơi những nhà khảo cổ tìm thấy chứng cứ về một sợi dây thừng được bện từ ba lọn sợi thực vật. Những công cụ đầu tiên của dây thừng là để đan lưới và làm bẫy bắt thú làm thực phẩm.
Từ thời trung đại đến nay, con người sử dụng dây thừng để treo đồ vật, gánh hàng, buộc đồ vật, súc vật, để trói người, hay thậm chí là tự sát.
Dây thừng có cấu trúc gồm nhiều lọn sợi thực vật, sợi vải, sợi gai, dây bao, sợi nylon,... bện chặt lại với nhau theo kiểu xoắn ốc. Ngày nay, nó thường được làm từ dây bao và có đường kính phổ biến khoảng 1 cm, đủ bền để có thể giữ khối lượng đồ đạc cả tấn và chịu được sức khoẻ của bò tót.

## Ứng dụng
Dây thừng được sử dụng vào nhiều lĩnh vực khác nhau trong đời sống hằng ngày.
Sử dụng dây thừng để thắt thủ công làm thành các vật trang trí nội thất, trang trí nhà cửa, quà lưu niệm, vòng đeo tay,...
Dây thừng dùng cho việc giải trí hay luyện tập thể dục thể thao như: chơi kéo co, nhảy dây, xích đu, đu dây, đi thăng bằng trên dây,....